# Robert Hofrichter
Robert Hofrichter (* 23. prosince 1957, Bratislava) je rakouský zoolog, mořský biolog, spisovatel, fotograf, cestovatel a ochránce přírody původem ze Slovenska.

## Životopis
Robert Hofrichter se narodil a vyrostl v Bratislavě. Ze studia na Stavební fakultě Slovenské technické univerzity byl vyloučen, protože odmítl vstoupit do SSM. Kvůli údajným kontaktům s protisocialistickými živly ho začala sledovat StB a dostával předvolání na výslechy. Hofrichter ze strachu před pronásledováním ze strany komunistického režimu v roce 1981 emigroval spolu se svou těhotnou manželkou z tehdejšího Československa a usadil se v rakouském Salcburku. Na zdejší univerzitě začal studovat mořskou biologii, zoologii a ekologii. Studium ukončil v roce 1995 získáním doktorátu.
Už během studia se Hofrichter intenzivně věnoval Středozemnímu moři a problematice jeho ochrany. Pro tento účel později založil několik neziskových a nevládních organizací.
V současnosti se intenzivně věnuje cestování po světě, potápění, fotografování a produkcí dokumentárních filmů pro německé televizní stanice, zaměřených na ochranu moře a přírody.

## Knižní tvorba
Robert Hofrichter publikoval několik novinových a časopiseckých článků pro rakouská a německá periodika. Je také autorem více než dvaceti odborných a populárně-naučných knih.
V roce 2014 vydal pod pseudonymem Bob Robins svou románovou prvotinu, nazvanou Das Vermächtnis der Tiefe. Jde o thriller z prostředí Středozemního moře. Ve stejném roce spolu se svým bratislavským synovcem Petrem Janovičkem napsal historickou knihu s názvem Von Pressburg nach Salzburg: Grenzgänge zwischen Städten, Völkern und Regionen der k. u. k. Monarchie, kterou se snaží navzájem sblížit sousedské národy v Střední Evropě.V roce 2017 napsal populárně naučnou publikaci o houbách s názvem "Das geheimnisvolle Leben der Pilze - Die faszinierenden Wunder einer verborgenen Welt", v níž čtenářům vysvětluje přítomnost hub všude kolem nás a jejich důležitost pro zachování života na naší planetě. Kniha vyšla v květnu roku 2018 v slovenském jazyce pod názvem "Tajný život hub". V témže roce vyšla knížka "Von Pressburg nach Salzburg" v pozměněném a aktualizovaném slovenském vydání pod názvem "Z Prešpurku do Salcburku".

## Výběr z díla
- 2000: Amphibien
- 2000: Seychellen: Juwelen im Indischen Ozean
- 2000: Auwälder
- 2000: Blumen: Bestimmen – Erleben – Schützen
- 2000: Pilze : bestimmen - erleben - schützen
- 2001: Das Mittelmeer, Bd. 1 – Fauna, Flora, Ökologie
- 2003: Das Mittelmeer, Bd. 2/1 – Fauna, Flora, Ökologie: Bestimmungsführer
- 2004: Der Luchs: Rückkehr auf leisen Pfoten
- 2004: Mythos Mittelmeer. Von mediterranen Träumen und der Magie des Südens
- 2005: Die Rückkehr der Wildtiere: Wolf, Geier, Elch & Co
- 2007: Räuber, Monster, Menschenfresser: 99 Unwahrheiten über Haie
- 2012: Bedrohte Paradiese
- 2013: Wasser
- 2014: Das Vermächtnis der Tiefe: Ein Mittelmeer-Krimi (pod pseudonymom Bob Robins)
- 2014: Von Pressburg nach Salzburg: Grenzgänge zwischen Städten, Völkern und Regionen der k. u. k. Monarchie
- 2016: Entdecke die Robben
- 2016: Des Doppeladlers wilder Osten: Streifzüge durch Galizien und die Bukowina und der erste Traum von Europa
- 2017: Das geheimnisvolle Leben der Pilze - Die faszinierenden Wunder einer verborgenen Welt
- 2018: Im Bann des Ozeans. Expeditionen in die Wunderwelt der Tiefe. Gütersloher Verlagshaus, ISBN 978-3-579-08678-1.
- 2018: Tajný život húb. Ikar, ISBN 9788055159652.
- 2018: Pilze. Faszinierende Wesen im Verborgenen. Kosmos Verlag, ISBN 9783440162774.
- 2018: Z Prešporku do Soľnohradu: Strednou Európou proti prúdu času. Slovart, ISBN 978-80-556-3567-5.
- 2020: Das Mittelmeer. Geschichte und Zukunft eines ökologisch sensiblen Raums. Springer Nature, ISBN 978-3-662-58929-8.
- 2020: Das Mittelmeer und der liebe Gott. Tredition, ISBN 978 3 347 21715 7.